# Fédération de République tchèque de basket-ball
La Fédération de République tchèque de basket-ball ou ČBF, (Česká Basketbalová Federace) est une association, fondée en 1932, chargée d'organiser, de diriger et de développer le basket-ball en République tchèque.
La ČBF représente le basket-ball auprès des pouvoirs publics ainsi qu'auprès des organismes sportifs nationaux et internationaux et, à ce titre, la République tchèque dans les compétitions internationales. Elle défend également les intérêts moraux et matériels du basket-ball tchèque. Elle est affiliée à la FIBA depuis 1932, ainsi qu'à la FIBA Europe.
La ČBF organise également le championnat national.